# Astragalus hekmat-safaviae
Astragalus hekmat-safaviae es una especie de planta del género Astragalus, de la familia de las leguminosas, orden Fabales.

## Distribución
Astragalus hekmat-safaviae se distribuye por Irán.

## Taxonomía
Fue descrita científicamente por Ghahrem. Fue publicada en Ann. Bot. Fenn. 42: 313 (2005).